# Nhóm ngôn ngữ Kiranti
Nhóm ngôn ngữ Kiranti (किराती भाषा) là một nhóm chính của ngữ hệ Hán-Tạng được nói ở Nepal và Ấn Độ (phần lớn là các vùng Sikkim và Darjeeling) được nói bởi người Kirati, một nhóm dân tộc bản địa Nepal. Ngôn ngữ này chủ yếu được nói ở Nepal và bởi một số ít người Kirati ở Ấn Độ (đặc biệt là các vùng Sikkim, Darjeeling Kalimpong).

## Mối quan hệ ngoại tại
George van Driem từng đề xuất rằng nhóm ngôn ngữ Kiranti là thành viên của nhóm ngôn ngữ Mahakiranti, mặc dù các chuyên gia không hoàn toàn chắc chắn về sự tồn tại của một phân nhóm Kiranti hoặc thành viên chính xác của nó. LaPolla (2003), đề xuất rằng nhóm Kiranti có thể là một phần của nhóm "Rung" lớn hơn.

## Các ngôn ngữ
Có khoảng hai chục ngôn ngữ thuộc nhóm Kiranti. Những ngôn ngữ được biết đến nhiều hơn hết là tiếng Limbu, tiếng Sunuwar, tiếng Bantawa, tiếng Chamling, tiếng Khaling, tiếng Bahing, tiếng Yakkha, tiếng Vayu, tiếng Dungmali, tiếng Lohorung và tiếng Kulung. Nhìn chung như sau:
- Tiếng Limbu
- Kiranti Đông
  - Đại Yakkha
    - Yakkha
    - Belhare
    - Athpare
    - Chintang
    - Chulung

  - Thượng sông Arun
    - Yamphu-Lohorung
      - Yamphu
      - Lohorung

    - Mewahang
    -  ? Waling †
- Kiranti Trung Tâm
  - Khambu (Rai)
    - Kulung
    - Nachhiring
    - Sampang
    - Saam

  - Southern
    - Bantawa
    - Puma
    - Chamling
    - Dungmali
- Kiranti Tây
  - Thulung (có lẽ là một nhánh chính của Kiranti)
  - Chaurasiya
    - Wambule
    - Jerung

  - Thượng sông Dudhkosi:
    - Khaling
    - Dumi
    - Koi

  - Tây Bắc
    - Bahing
    - Sunuwar
    - Vayu

Ethnologue thêm tiếng Tilung vào nhóm Kiranti Tây, dựa vào Opgenort (2011).
Động từ Kiranti không dễ phân khúc, do một phần lớn sự hiện diện của từ ghép hình vị, chuỗi phụ tố và dị hình sâu rộng (và thường không trực quan).
Gerber & Grollmann (2018) không coi nhóm Kiranti là một nhóm "liền mạch", mà là một nhóm cận ngành. Nhóm Kiranti Trung-Đông được coi là hợp lệ bởi Gerber & Grollmann (2018), nhưng họ coi "Kiranti Tây" là một nhóm địa lý ngôn ngữ chứ không phải là một nhóm gắn kết chặt chẽ.

## Phân loại nội tại
Opgenort (2005) phân loại nhóm ngôn ngữ Kiranti như sau và nhận ra có sự phân chia đông-tây cơ bản trong nhóm ngôn ngữ này.
Nhóm ngôn ngữ Kiranti
- Tây
  - Hayu
  - (nhánh không tên) 
    - Thulung
    - (nhánh không tên) 
      - Bahing, Sunuwar
      - Jero, Wambule
- Đông
  - Khaling, Dumi
  - (nhánh không tên) 
    - Yamphu, Limbu
    - (nhánh không tên) 
      - Kulung
      - Chamling, Bantawa

## Phục dựng
Nghiên cứu về ngôn ngữ Kiranti nguyên thủy bao gồm âm vị học và hình thái so sánh của van Driem, phục dựng bởi Michailovsky (1991) và Sergei Starostin 1994. Michailovsky và Starostin khác nhau bởi số lượng chuỗi dừng được phục dựng (ba so với bốn) và việc giải thích các tương hợp.
Opgenort giới thiệu việc phục dựng các âm vị thanh hầu hoá trước; cuộc phục dựng của ông thường dựa trên hệ thống bốn chuỗi của Starostin. Gần đây, Jacques đã đề xuất phục dựng các gốc động từ Kiranti nguyên thủy trong một khung theo hệ thống của Michailovsky, và phân tích các tương ứng khởi âm khác (đặc biệt, chuỗi được phục dựng như các âm tắc vô thanh phi bật hơi của Starostin) do các thay đổi hình thái và vay mượn liên Kiranti. Ngoài ra, ông trình bày một cuộc thảo luận sơ bộ về việc phục dựng mô hình xen kẽ và nhấn mạnh trên cơ sở của Khaling và Dumi.